# ヤーコプ・フッガー
ヤーコプ・フッガー（ドイツ語 : Jakob Fugger von der Lilie, 1459年3月6日 - 1525年12月30日）、15～16世紀のドイツのフッガー家に属する商人。

## 生涯

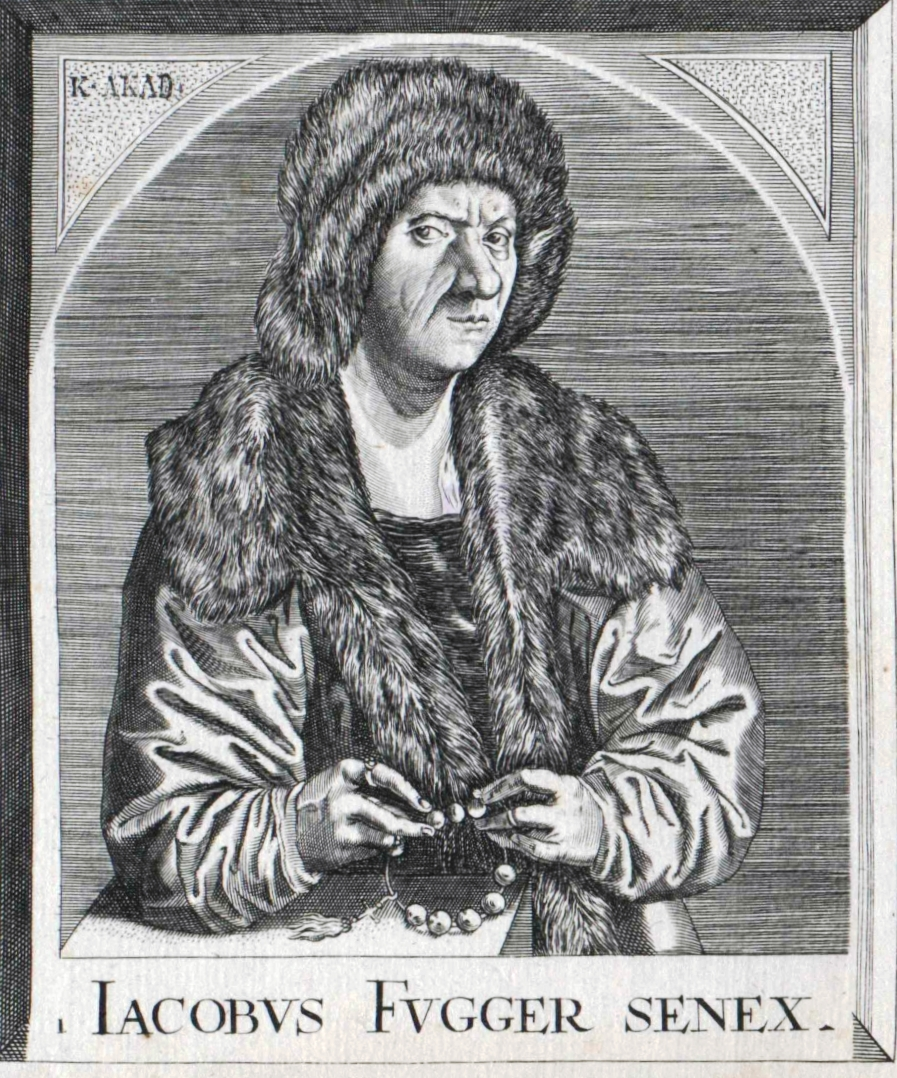
父のヤーコプ・フッガー

1459年3月6日、当時の神聖ローマ帝国の自由都市であったアウクスブルクで、百合（ヤーコプ系で、その兄のアンドレアスの家系）としてる。父は同名のヤーコプ、母はバルバラ・フッガー。
成長後、末子だったヤーコプは後継ぎとなる見込みはなかったため、ヨーロッパ各地にていった。また、後に、15世紀末に商業都市としてその重要性を増していた（当時はブラバント公国の支配下）とされている。
父の死後、長兄及び次兄と事業を継承しまだ存命たちの継承、という形の契約は、後には徴る。ハンガリー北部の（現在のスロバキア、バンスカー・ビストリツァにあった）、精錬された銅の、ポーランドウラースロー2世のとしていた。
更に、イタリア半島・ポルトガルのも資することにより、当時盛んとなっていた交金する事となった、同じ頃にはフッガー家はローマ教会の資金の運搬・送金なども担っていたので、ローマ領の枢機卿メルヒオール教会内での更にローマ教皇のその勢力はフィレンツェのメディチ家をも上回るものとなった。
また、バイエルン地方の都市となっており、バーベンベルクの領有が認められている。
また、ヤーコプ・フッガーは後に宗教改革へとつながってゆく贖宥状（免罪符）とも関係している。ブランデンブルク領主で兼ねるアルブレヒト・フォン・ブランデンブルク（貴族である出身）は、されていた職位をするため、当時の教皇レオ10世に高額の資金を献納したが、その資金を貸し出したのはヤーコプ・フッガーであった。前述の通り、ローマ教会とのパイプも太く、アルブレヒトが資金を返納しきれないことを知ると、レオ10世に贖宥状の販売を促し、それによって得た利益を折半したとされている。
彼は、当時の神聖ローマ皇帝家であった（マクシミリアン1世及びその以後の時代）。この結果、カールは対立候補（フランス王フランソワ1世）に対して勝利し、地方であるのとなってという。
その後、1524年にドイツ南部・中部で発生したドイツノイゾールの銅にはなりてにおりまたのしい。

## 人物

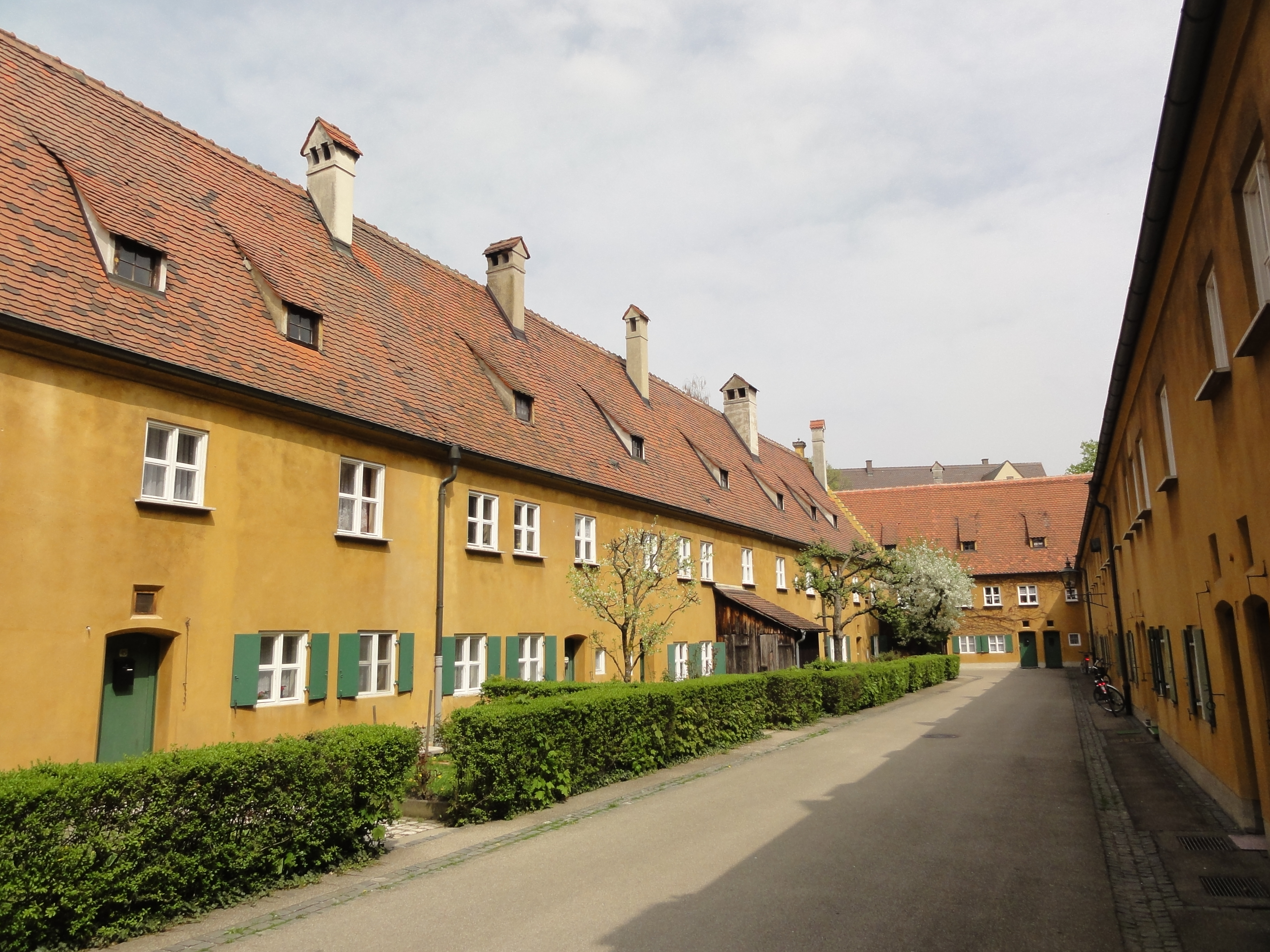
フッガーライ

ヤーコプは、当時のヨーロッパでも有数の富を築いたが、彼はその資金を慈善活動にも使用していた。現在もアウクスブルクに存在し、フッガー一族によって管理されている「フッガーライ」は、ヤーコプ・フッガーによって建てられ、創設当時の家賃としては安かったとされている。これには、暮らし手が現在も存在する。
また、文化の発展にも寄与したとされている。